# どんぴしゃり
どんぴしゃりは、イネ（稲）の品種の1つ。2005年（平成17年）に岩手県農業研究センターにて開発された岩手県のオリジナル品種である。主に県中部で栽培されている。
「ひとめぼれ」を父親に持つ「岩南7号」を母親に、「ふ系179号」を父親として交配し「岩手68号」を開発。県民からの名称応募から「どんぴしゃり」と決定した。冷害に悩まされる岩手の栽培環境を踏まえて開発され、耐冷性、耐倒伏性に優れている。また、耐病性も高い。食味は「ひとめぼれ」、「あきたこまち」並と言われていたが、日本穀物検定協会の「米の食味ランキング」においては、同じ岩手県産の「ひとめぼれ」、「あきたこまち」よりも劣る評価となっている。しかし、多収性で千粒重が大きいという特徴があるため、外食産業向けに使われることが多い。